# Малые Колбины
Малые Колбины — деревня в Оричевском районе Кировской области в составе Истобенского сельского поселения.

## География
Расположена на расстоянии примерно 1 км на юг от административного центра поселения села Истобенск.

## История
Известна с 1671 года как починок Лукинский с 1 двором, в 1765 году здесь (деревня Лукинская) проживало 28 человек. В 1873 году в починке Лукинском (Колбины) было отмечено дворов 2 и жителей 9, в 1905 4 и 24, в 1926 (деревня Малые Колбины или Лукинская) хозяйств 4 и жителей 12, в 1950 2 и 4, в 1989 4 постоянных жителя. Настоящее название утвердилось с 1950 года. Ныне имеет дачный характер.

## Население
Постоянное население не было учтено как в 2002 году, так и в 2010.